# محافظة باسوري
محافظة باسوري  هي محافظة في بوركينا فاسو، تقع في شمالي البلاد، بلغ عدد سكانها 322,873  نسمة، وعاصمتها "ياكو"، تبلغ مساحتها 3,867 كيلومتر مربع.